# (20211) Joycegates
(20211) Joycegates est un astéroïde de la ceinture principale.

## Description
(20211) Joycegates est un astéroïde de la ceinture principale. Il fut découvert le 2 avril 1997 à Socorro (Nouveau-Mexique) par le projet LINEAR. Il présente une orbite caractérisée par un demi-grand axe de 3,10 UA, une excentricité de 0,11 et une inclinaison de 1,4° par rapport à l'écliptique.

## Compléments